# 岩出市
岩出市（日语：／ Iwade shi */?）是位於日本和歌山縣北部的城市。轄區北半部位於和泉山脈，南半部則在紀之川北岸的平原區域，人口約五萬人，主要集中在南半部的平原區域。

## 人口
轄內許多居民利用自有汽車至鄰近和歌山市的紀伊車站、或泉南市的和泉砂川車站、樽井車站再轉乘鐵路進入大阪內上班，因此岩出市可以說是大阪的通勤城鎮；也因為仍持續有新市鎮的開發，岩出市在2010年的人口普查結果中，人口成長率達到4.04%，為全和歌山縣最高的地方。
| 岩出市人口分布圖 |                                               |  |
| 岩出市與日本全國年齡別人口分布比較圖 （2005年資料） | 岩出市的年齡、男女別人口分布圖 （2005年資料） |  |
| ■紫色是岩出市 ■綠色是全国 | ■藍色是男性 ■紅色是女性                       |  |
| 岩出市人口變化 \| 1970年 \| 15,980人 \| \| \| 1975年 \| 20,300人 \| \| \| 1980年 \| 24,125人 \| \| \| 1985年 \| 28,066人 \| \| \| 1990年 \| 32,846人 \| \| \| 1995年 \| 41,550人 \| \| \| 2000年 \| 48,156人 \| \| \| 2005年 \| 50,834人 \| \| \| 2010年 \| 52,882人 \| \| \| 2015年 \| 53,452人 \| \| \| 2020年 \| 53,967人 \| \| |                                               |  |
| 資料來源：日本總務省統計中心提供之人口普查數據 |                                               |  |
| 1970年 | 15,980人                                      |  |
| 1975年 | 20,300人                                      |  |
| 1980年 | 24,125人                                      |  |
| 1985年 | 28,066人                                      |  |
| 1990年 | 32,846人                                      |  |
| 1995年 | 41,550人                                      |  |
| 2000年 | 48,156人                                      |  |
| 2005年 | 50,834人                                      |  |
| 2010年 | 52,882人                                      |  |
| 2015年 | 53,452人                                      |  |
| 2020年 | 53,967人                                      |  |

## 歷史
過去在令制國時代屬於紀伊國那賀郡，戰國時代本地的根來寺發展出了擁有火繩槍武裝的僧兵集團根來眾。
江戶時代成為紀州藩的領地，19世紀末廢藩置縣後屬於和歌山縣；1889年日本實施町村制，現在的岩出市轄區在當時分屬山崎村、根來村、上岩出村、岩出村、小倉村共五個行政區劃，其中的岩出村就是現在岩出市的前身。
1908年岩出村先升格為岩出町，並在1956年與周邊的山崎村、根來村、上岩出村及小倉村的部分區域合併為新設至的岩出町；2005年的日本人口普查中，岩出町的人口達到了升格為市的五萬人門檻，因此岩出町在2006年即升格為岩出市。

### 變遷表
| 1897年4月1日 | 1897年 - 1912年           | 1912年 - 1944年           | 1945年 - 1954年           | 1955年 - 1989年           | 1955年 - 1989年            | 1989年 - 現在             | 現在                      |
| ------------ | ------------------------- | ------------------------- | ------------------------- | ------------------------- | -------------------------- | ------------------------- | ------------------------- |
| 小倉村       | 小倉村                    | 小倉村                    | 小倉村                    | 小倉村                    | 1958年4月1日 併入和歌山市  | 1958年4月1日 併入和歌山市 | 1958年4月1日 併入和歌山市 |
| 小倉村       | 小倉村                    | 小倉村                    | 小倉村                    | 小倉村                    | 2006年4月1日 改制為岩出市  |                           |                           |
| 山崎村       | 山崎村                    | 山崎村                    | 山崎村                    | 山崎村                    | 1956年9月30日 合併為岩出町 |                           |                           |
| 根來村       |                           |                           |                           |                           | 1956年9月30日 合併為岩出町 |                           |                           |
| 上岩出村     |                           |                           |                           |                           | 1956年9月30日 合併為岩出町 |                           |                           |
| 岩出村       | 1908年8月1日 改制為岩出町 | 1908年8月1日 改制為岩出町 | 1908年8月1日 改制為岩出町 | 1908年8月1日 改制為岩出町 | 1956年9月30日 合併為岩出町 |                           |                           |

## 交通

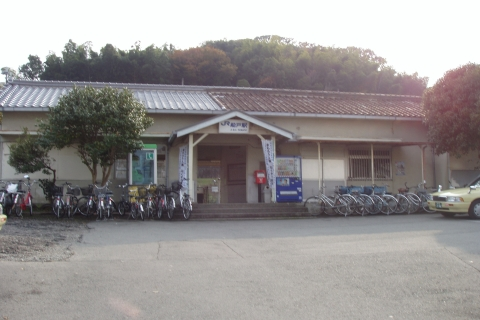
船戶車站

西日本旅客鐵道和歌山線穿過東南部的舊市區，設有岩出車站，但和歌山線僅能往返奈良或和歌山市之間；可以接往大阪的阪和線雖然從西北部山區的轄區邊界上通過，但此路段並未設有車站，而且因為位於山區，周邊也無太多通勤需求的居民。
因此轄內大多居民都是利用自有汽車或是巴士前往位於和歌山市北野地區的紀伊車站，或是位於泉南市的和泉砂川車站、樽井車站，再轉乘阪和線或是南海本線前往大阪。
公路方面有與鐵路和歌山線相同方向的京奈和自動車道通過轄內市區與山區中間的山麓，西北部一樣也有可以通往大阪的阪和自動車道，兩者之間可在轄區西側與和歌山市邊界上的和歌山系統交流道交會。
市內的客運路線主要由和歌山巴士那賀所經營，其路線範圍可達周邊的和歌山市、紀之川市、泉南市、泉佐野市、橋本市；此外在市區內也有岩出市自己的社區巴士岩出市巡迴巴士和紀之川市的社區巴士紀之川社區巴士。

### 鐵路
- 西日本旅客鐵道
  - 和歌山線：（←紀之川市） - 岩出車站 - 船戶車站 - （和歌山市→）

### 公路
高速公路
- 京奈和自動車道：（紀之川市） - 岩出根來交流道（日语：岩出根来インターチェンジ） - （和歌山市）

## 觀光資源
位於市區北側山麓下的根來寺約建於12世紀，是新義真言宗的總本山；在戰國時代曾發展出武裝傭兵集團根來眾而聞名，目前其大塔被列為國寶，大師堂、大傳法堂、光明真言殿、仁王門、不動堂、行者堂、聖天堂多處被列為重要文化財產。
在根來寺附近的一乘閣，過去曾是和歌山縣議會的議事堂，最初於1896年建於和歌山市區內，經過多次遷移後，曾在1962年遷至根來寺內，並作為住宿設施使用，也因此被命名為「一乘閣」；2005年被和歌山縣政府列為有形文化資產，經整修及再次遷移後，移至現在的位置，2017年進一步成為國家重要文化資產。
在岩出市中部的曾屋地區，有兩棟先後建於18世紀的古民家－增田家住宅和桃井家住宅，其中增田家住宅也已經被列為國家重要文化資產。

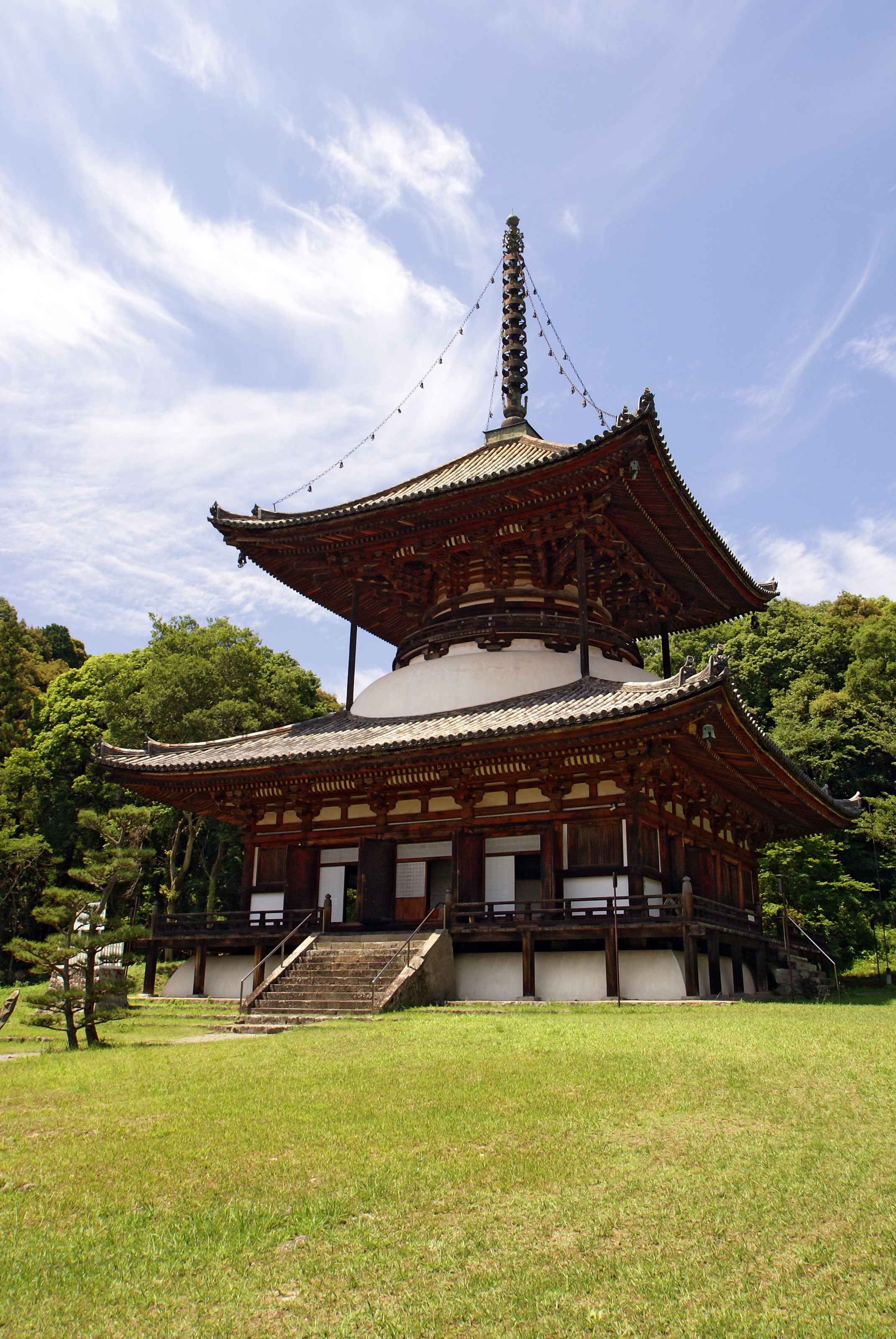
根來寺的大塔
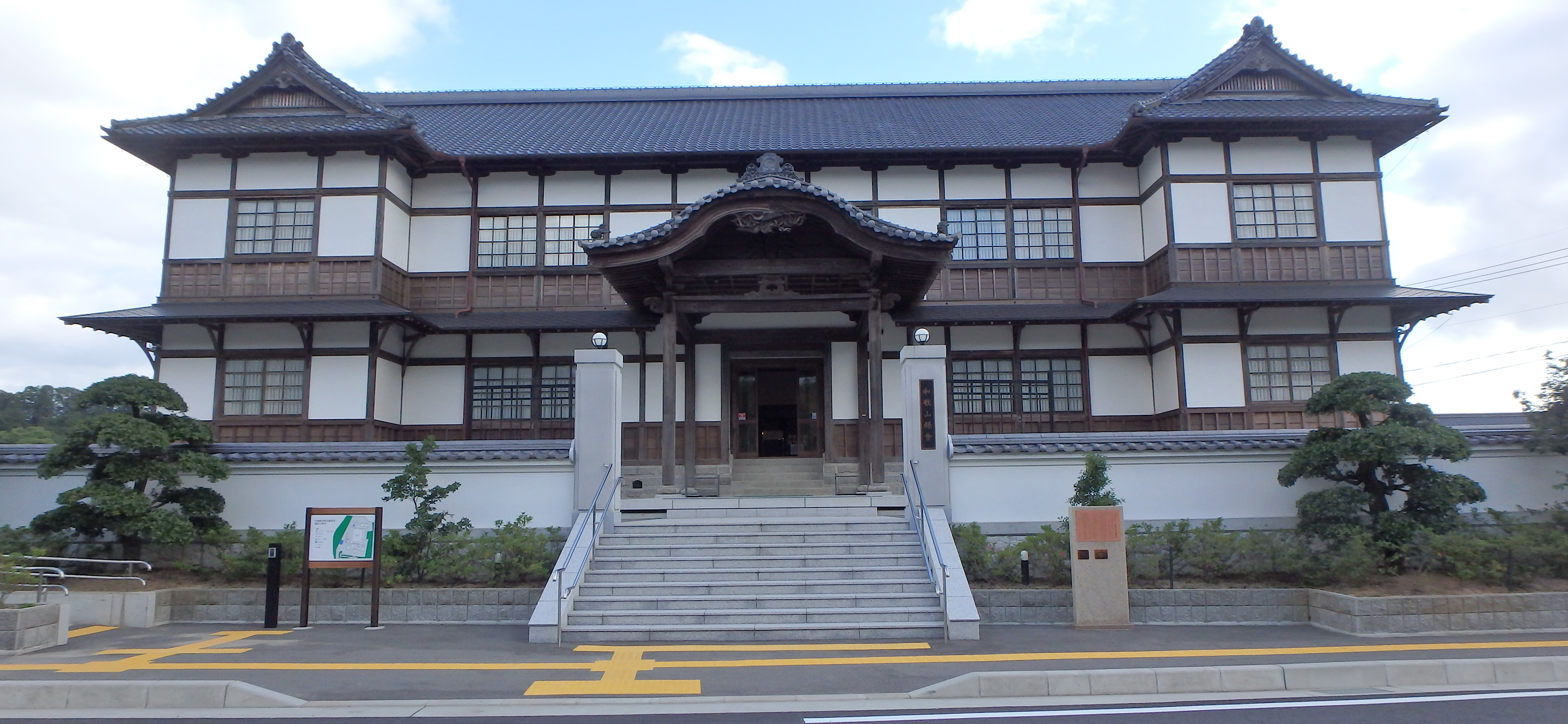
現在的一乘閣
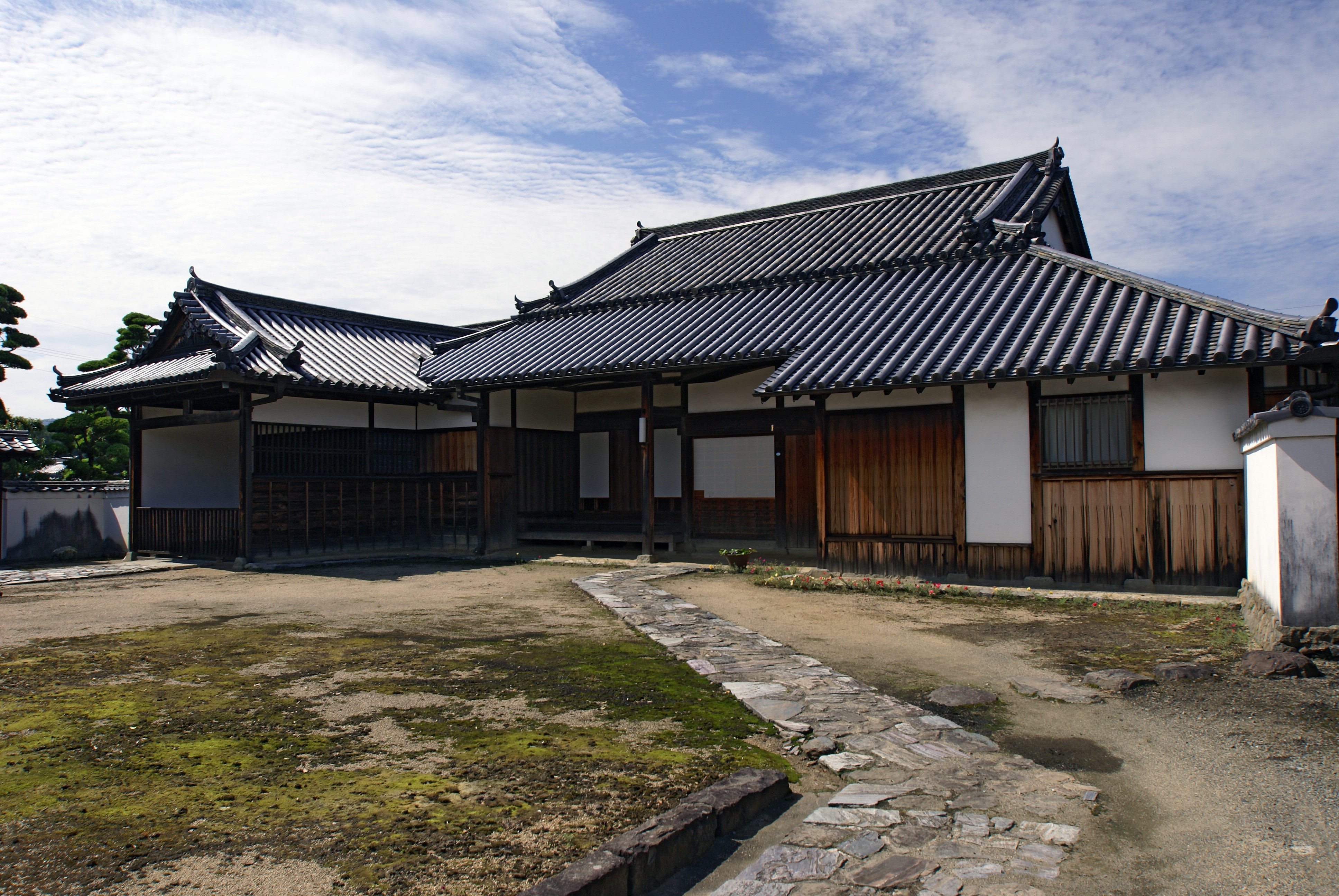
增田家住宅

## 外部連結
- （日語） 岩出市的Facebook專頁
- （日語） YouTube上的岩出市官方頻道頻道